# كازوو إيشيغورو
كازو إيشيجورو (بالإنجليزية Kazuo Ishiguro) (ولد في 8 نوفمبر 1954) روائي ياباني بريطاني. ولد في نجازاكي باليابان وانتقلت أسرته للعيش في إنجلترا عام 1960. إيشيجورو حصل على درجة الليسانس من جامعة كنت عام 1978 والماجستير من جامعة إيست أنجليا لدورة الكتابة الإبداعية عام 1980. وصار مواطنا بريطانيا عام 1982. يعد إيشيجورو أشهر مؤلفي الأدب المعاصرين في العالم المتحدث بالإنجليزية وحصل على أربعة ترشيحات ل جائزة بوكر الأدبية ونالها عام 1989 عن روايته بقايا النهار. وفي عام 2008، صنفت صحيفة التايمز إيشوجورو المؤلف 32 في قائمتها لأعظم 50 مؤلف بريطاني منذ عام 1945. في عام 2017 تم منحه جائزة نوبل للآدب وقالت لجنة الجائزة: إنّ الكاتب إيشيغورو البالغ من العمر 62 عامًا، كشف في رواياته المشحونة بالعواطف عن الهاوية الكامنة تحت شعورنا الوهمي بالتواصل مع العالم.
واشتهر الكاتب البريطاني بروايته «بقايا النهار»، التي تحولت في ما بعد لفيلم سينمائي ناجح من بطولة «أنتوني هوبكنز» و«إيما تومسون». . آخر أعمال المؤلف هي مجموعة قصصية قصيرة بعنوان «مقطوعات موسيقية».

## الجزء الأول من حياته ومهنته

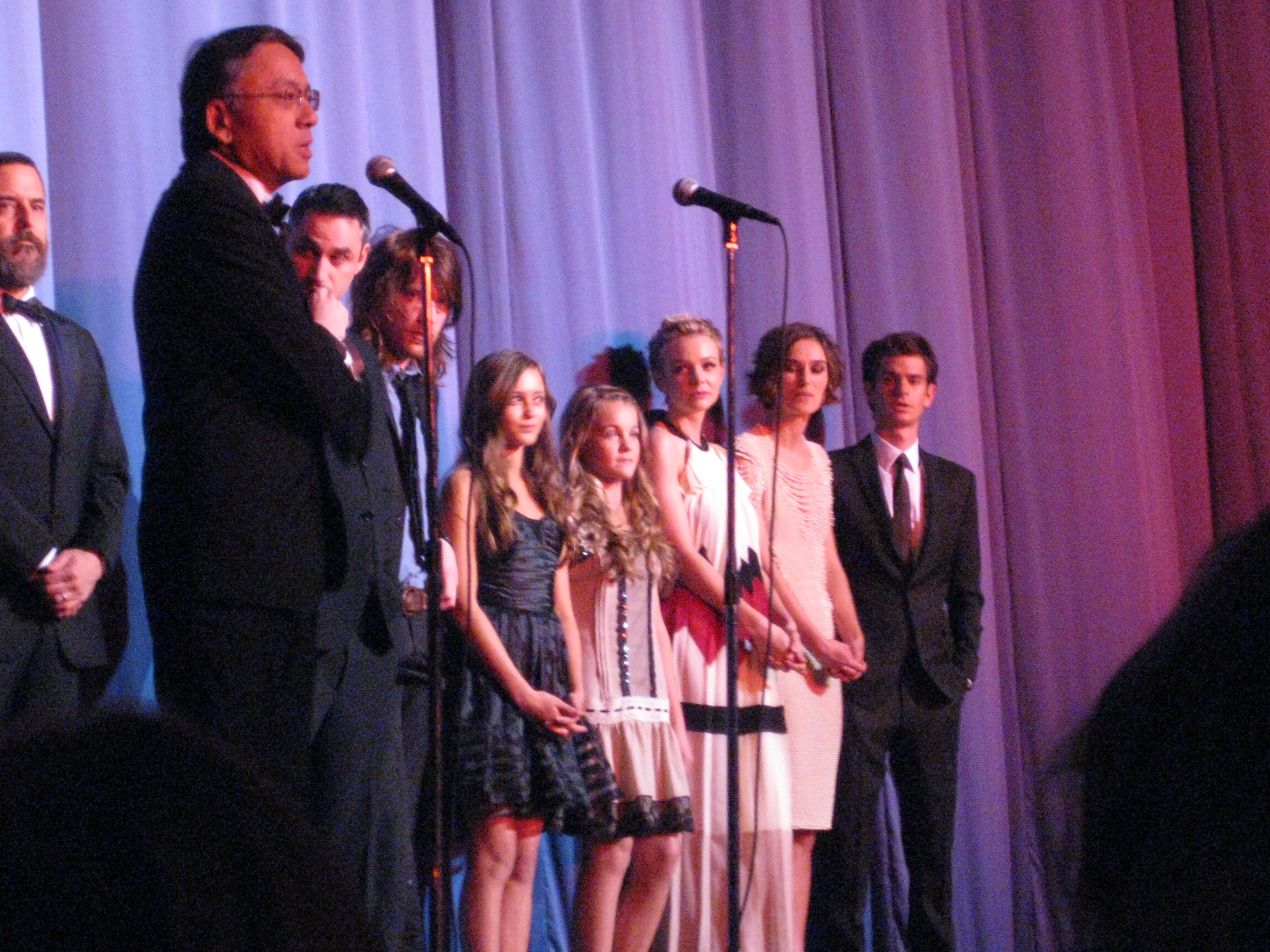
shiguro (في المقدمة) مع فريق عمل فيلم Never Let Me Go في عام 2010

ولد إيشجورو في نجازاكي في 8 نوفمبر 1954، وهو ابن شيزو إيشيجورو وزوجته شيزوجو. عام 1960 انتقلت أسرته بما فيها أختيه إلى جيلفورد سوراي حتى يعمل والده في البترول في البحر الشمالي. وذهب لمدرسة ستوتون الابتدائية ثم مدرسة النحو لمقاطعة ووكنج في سوراي. بعد الانتهاء من الدراسة قام بالسفر في أمريكا وكندا وهو يكتب مذكرات ويرسل للشركات التسجيلات. عام 1974 بدأ الدراسة في جامعة كنت، كانتربري وتخرج عام 1978 بعد الحصول على الليسانس في اللغة الإنجليزية والفلسفة. بعد قضاء عام في كتابة الأدب أكمل دراسته في جامعة إيست أنجليا حيث حصل على درجة الماجستير في الفنون في الكتابة الإبداعية عام 1980. وحصل على الجنسية البريطانية عام 1982.

## الخصائص الأدبية

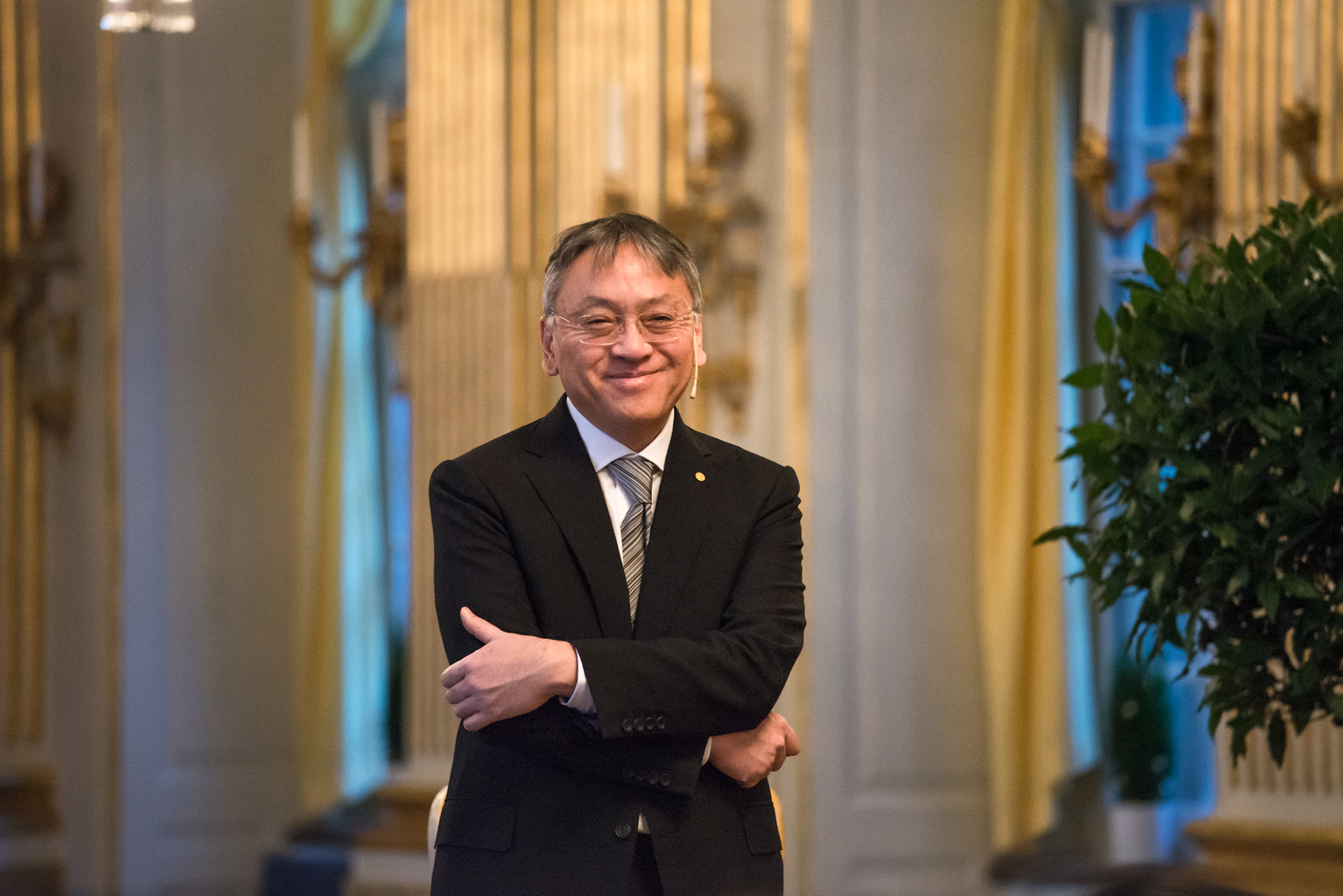
كازو إيشيغورو في بورصة ستوكهولم خلال المؤتمر الصحفي للأكاديمية السويدية في 6 ديسمبر 2017.

عدد من روايته كتب في الماضي. وأحدث أعماله «لا تدعني أرحل» لها صفات الخيال العلمي ونغمة مستقبلية لكن أحداثها تدور في الثمانينات والتسعينات. روايته الرابعة «من لا عزاء لهم» تدور أحداثها في مدينة لم يذكر اسمها. و«بقايا النهار» تدور في منزل كبير في القرية ملك للورد إنجليزي في الفترة المحيطة بالحرب العالمية الثانية.
«فنان من العالم الطافي» في مدينة يابانية خلال فترة أعادة الإعمار بعد استسلام اليابان عام 1945. الروائي مجبر على الاتفاق مع دوره في الحرب العالمية الثانية. يجد نفسه يلام من الجيل الجديد الذي يتهمه بكونه جزء من السياسة اليابانية الخارجية ومجبر على مواجهة مثل العالم الحديث الممثل في حفيده.
الرويات كتبت في ضمير المتكلم ويعبر الراوي عن فشله. وتقنية إيشيجورو تسمح للشخصيات بالكشف عن فشلها ضمنا خلال السرد. والقارئ يتعاطف مع الراوي مع معرفة أخطائه.
دائما تنتهي رويات إيشيجورو دون حل الصراع. والقضايا التي يواجهها شخصياته تدفن في الماضي وتظل بلا حل. بالتالي دائما تنتهي الروايات بنبرة من الإذعان الحزين. وتقبل شخصياته الماضي وكيف صاروا ويكتشفون أن هذا الإدراك يسبب الراحة ونهاية العذاب النفسي.

## الجوائز
- حصل إيشيجورو على جائزة جراناتا عن أفضل مؤلفين شباب بريطانيين عام 1983 وعام 1993.
- حصل على جائزة وايتبريد عام 1986 عن روايته الثانية «فنان من العالم العائم».
- حصل على جائزة البوكر عن روايته الثالثة «بقايا النهار» عام 1989.
- رشحت رواياته الثلاث «فنان من العالم العائم» و«عندما كنا يتامى».
- أحدث روياته «لا تدعني أرحل» لجائزة بوكر.
- جائزة نوبل في الأدب 2017.

## أعماله
الروايات
1. (إطلالة باهتة على التلال): هي الرواية الأولى له وصدرت عام 1982م.
2. فنان من العالم العائم - 1986: تُرجمت هذه الرواية للعربية تحت عنوان (فنان من العالم الطليق).[5]
3. (بقايا النهار) صدرت عام 1989: ترجمها إلى العربية طلعت الشايب وصدرت عن المركز القومي للترجمة تحت عنوان (بقايا اليوم).[6]
4. (من لا عزاء لهم) - 1995: رواية ترجمها إلى العربية طاهر البربري وصدرت عن المركز القومي للترجمة.[7]
5. (عندما كنا يتامى) - 2000: ترجمها إلى العربية طاهر البربري وصدرت عن المركز القومي للترجمة.[8]
6. لا تدعني أذهب أبدا - 2005.
7. العملاق المدفون - 2015.

القصص القصيرة
- ثلاث قصص قصيرة في 7 قصص لكتاب جدد: «غريب وأحيانا حزين»، «انتظار ل جي» «التسمم»
- عشاء عائلي - قصة قصيرة نشرت أول مرة عام 1982
- قرية بعد الظلام
- موسيقى ليلية: خمس قصص عن الموسيقى والليل 2009

## مواقع خارجية
- كازوو إيشيغورو على موقع IMDb (الإنجليزية)
- كازوو إيشيغورو على موقع الموسوعة البريطانية (الإنجليزية)
- كازوو إيشيغورو على موقع مونزينجر (الألمانية)
- كازوو إيشيغورو على موقع ميوزك برينز (الإنجليزية)
- كازوو إيشيغورو على موقع أول موفي (الإنجليزية)
- كازوو إيشيغورو على موقع قاعدة بيانات الأفلام السويدية (السويدية)
- كازوو إيشيغورو على موقع إن إن دي بي (الإنجليزية)
- كازوو إيشيغورو على موقع ديسكوغز (الإنجليزية)
- كازوو إيشيغورو على موقع قاعدة بيانات الفيلم (الإنجليزية)
- حكاية أديب - موقع يوتيوب
- حلقة عن كازوو إيشيغورو - قناة النيل الثقافية المصرية - موقع يوتيوب